# Farouk Gaafar
Farouk Gaafar (en árabe: فاروق جعفر‎; El Cairo, Egipto, 29 de octubre de 1952) es un exfutbolista y entrenador de fútbol de Egipto que jugaba en la posición de centrocampista.

## Carrera

### Club
Jugó toda su carrera con el Zamalek SC de 1971 a 1988, con el que fue campeón nacional en dos ocasiones, ganó tres copas nacionales y ganó en dos ocasiones la Copa Africana de Clubes Campeones.

### Selección nacional
Jugó para Egipto en 62 ocasiones de 1971 a 1981 y anotó siete goles; participó en dos ediciones de la Copa Africana de Naciones.

### Entrenador
| Periodo   | Club                    |
| --------- | ----------------------- |
| 1990–1991 | Gomhoriat Shebin SC     |
| 1996–1997 | Egipto                  |
| 1998      | Baladeyet El-Mahalla SC |
| 1998–1999 | Zamalek SC              |
| 1999      | Montakhab Suez          |
| 2000-2002 | Ghazl El Mahalla SC     |
| 2002      | Ismaily SC              |
| 2002      | Al-Riyadh SC            |
| 2003      | Baladeyet El-Mahalla SC |
| 2003      | Tersana SC              |
| 2003-2004 | Al-Masry SC             |
| 2005      | Suez Cement             |
| 2005      | Zamalek SC              |
| 2006–2008 | Tersana SC              |
| 2008–2013 | Tala'ea El-Gaish SC     |
| 2013–2014 | Ghazl El Mahalla SC     |
| 2015      | Al Ansar SC             |
| 2016      | El Dakhleya SC          |

## Logros

### Jugador
- Egyptian Premier League: 2

1977–78, 1983–84
- Egypt Cup: 3

1975, 1977, 1979
- African Cup of Champions Clubs: 2

1984, 1986

### Individual
- Equipo Ideal de la Copa Africana de Naciones en 1974 y 1976.